# Бирбхум (округ)
Бирбхум (англ. Birbhum, бенг. বীরভূম জেলা) — округ в индийском штате Западная Бенгалия. Административный центр округа — Сури. В округе Бирбхум находится университет Вишва Бхарати, основанный Рабиндранатом Тагором.
Существует несколько версий происхождения названия округа. Согласно одной из них, название произошло от бхуми (земля) и бир (храбрый) — буквально: «страна героев». По другой версии, округ носит имя царей Бир, которые когда-то правили этим регионом. Также, на языке сантали, бир означает «лес», и Бирбхум можно перевести как «земля лесов».
На севере и западе округ Бирбхум граничит со штатом Джаркханд, на востоке — с округом Муршидабад и на юге естественной границей с округом Бардхаман служит река Аджай.
Уроженцем округа является 13-й президент Индии Пранаб Мукхерджи.